# Plateau de Lannemezan
Le plateau de Lannemezan, en gascon Plan de Lanamesa ou Platèu de Lanamsa, est un plateau du sud de la France où vivent environ 10 000 personnes. Il se situe en zone de piémont pyrénéen.

## Toponymie
Le nom du plateau de Lannemezan vient de la ville éponyme qui se situe presque au centre du plateau.

## Géographie

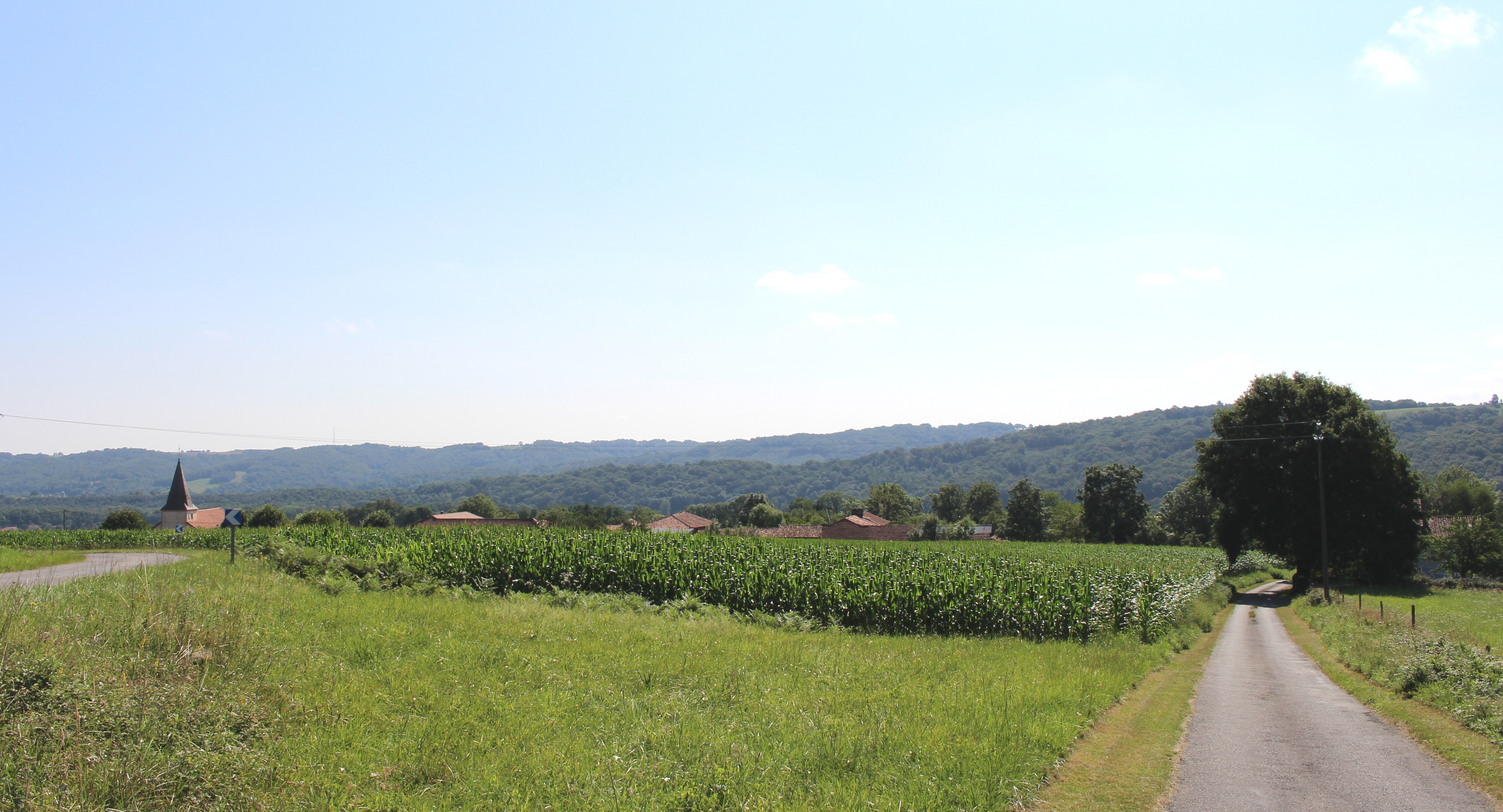
Paysage du plateau à Bonrepos.

### Topographie
Il est situé au pied des Pyrénées dans le nord-est du département des Hautes-Pyrénées et dans le sud-ouest de celui de la Haute-Garonne, en limite du Gers.
Son altitude moyenne est de 510 mètres.

### Géologie
C'est un cône de déjection fluvio-glaciaire issu des Pyrénées centrales et dont l'apex se trouve à Avezac-Gare sur la commune d'Avezac (Hautes-Pyrénées).
Il a été construit par la Neste pendant le Quaternaire ancien, avant que le cours de cette rivière soit détourné vers l'est pendant le Quaternaire.
Sur la carte géologique il est facilement repérable par sa forme en éventail ouvert vers le nord et entaillé par de nombreuses rivières suivant la forme d'éventail, de couleur grise portant la nomenclature « Fu » : « alluvions de la formation supérieure de Lannemezan : argile rubéfiée et galets siliceux » datant de la glaciation de Donau (~1,8 à 1,5 Ma), correspondant au premier épandage alluvial quaternaire. Ces alluvions anciennes surmontent des dépôts torrentiels de cône faits d'argiles à lentilles de galets, datés du Pontico-pliocène. À environ 1,5 km au sud-est de Capvern, un sondage électrique trouve des sables argileux à graviers et galets sur une épaisseur de 45 m puis des argiles jusqu'à 145 m, sans pour autant atteindre le substrat rocheux fait de brèches de flysch noir.
La géologie du plateau de Lannemezan a été étudiée dès le XIXe siècle par Stuart-Menteath (1868),,
Piette (1874), 
Garrigou (1876),
Boule (1894),
Taillefer (1951),
Crouzel (1956),
Patin (1966).

### Hydrographie

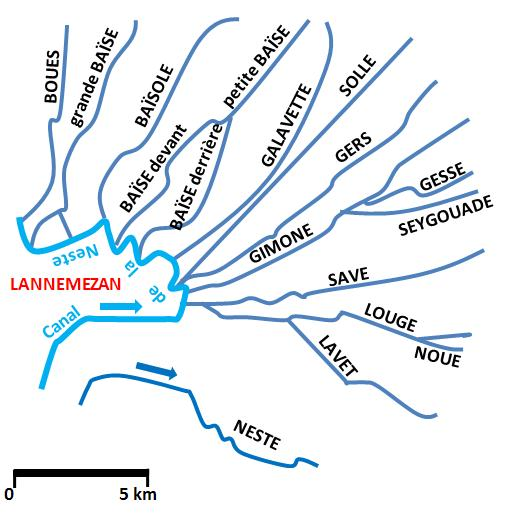
Une partie de l'hydrographie du plateau de Lannemezan.

Le plateau de Lannemezan est la source de nombreuses rivières gasconnes comme le Bouès, affluent du bassin de l'Adour ; et le Gers, la Save, la Gimone, la Baïse, la Petite Baïse, la Baïsole l'Arrats, la Louge, le Touch et la Gesse, affluents de la Garonne.
La plupart de ces cours d'eau sont alimentés artificiellement par le canal de la Neste.

### Climat
Le climat est de type combiné montagnard et atlantique, c'est-à-dire particulièrement froid l'hiver avec de fortes gelées et des chutes de neige parfois abondantes. L'été est quant à lui chaud et orageux. L'automne est une saison agréable. 
Plus de 1 300 mm d'eau en cumul annuel.

## Couvert, végétation
Le plateau abonde en lande à bruyère, fougère et ajoncs épineux. Le paysage ressemble aux steppes russes ou aux plaines marécageuses de Suède. La végétation est de type nordique.
La couche de terre arable surmontant le substrat d'origine calcaire ne dépasse pas vingt centimètres. On exploite la tourbe dans la lande près de La Barthe-de-Neste. Son couvert est composé de deux tiers de terres incultes et stériles, parsemé de bois, de taillis, coupé de marécages et de landes.[réf. nécessaire]
La végétation non défrichée fait partie des forêts de conifères et mixtes des Pyrénées avec sapins, bouleaux et fougères. Le reste est composé de landes cultivées ou en pâtures.[réf. nécessaire] Quelques landes humides et tourbières sont présentes entre Capvern et Lannemezan.